# Hariharananda

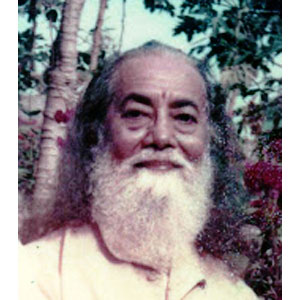
Hariharananda Giri

Paramahansa Hariharananda (ur. 1907, zm. 2002) – mistrz krijajogi, swami i jogin. Był uczniem (między innymi) Śri Jukteśwara Giri.

## Życiorys
Robindranath Bhattacharya urodził się w 27 maja 1907 roku. Już od najmłodszych lat interesował się religią i rozwojem duchowym. W wieku dziewięciu lat złożył ślub celibatu. W wieku jedenastu lat zostały inicjowany w dźńanajogę przez Sri Bijoy Krishna Chattopadhyaya (ucznia Trailinga Swamiego). 
W 1932 roku spotkał Śri Jukteśwara, który inicjował go w krijajogę. Parę lat później ukończył pod jego nadzorem pierwszą kriję. Później ukończył drugą, trzecią i czwartą kriję pod nadzorem odpowiednio: Paramahansy Joganandy, Sanjala Mahaśai i Swamiego Satjanandy.
Inicjację sanjasy otrzymał 27 maja 1959 od śankaraćarji klasztoru w Puri (Swami Bharati Tirtha), przyjmując imię duchowe Swami Hariharananda Giri.
Paramahansa Hariharananda powziął mahasamadhi 3 grudnia 2002 roku.